# Qaḑā' al Mūjib
Qaḑā' al Mūjib (arabiska: قضاء الموجب) är en kommun i Jordanien.   Den ligger i guvernementet Karak, i den centrala delen av landet, 60 km söder om huvudstaden Amman.